# Mouvement de libération du peuple centrafricain
Le Mouvement pour la libération du peuple centrafricain (MLPC) est un parti politique en République centrafricaine. Il a été créé à Paris en 1979 par l'ancien Premier ministre Ange-Félix Patassé. Il est membre observateur de l'Internationale socialiste.

## Origine
Le parti s’est formé dans la clandestinité, sous le régime de l’Empire centrafricain. Alors qu’à partir de janvier 1979, un mouvement social provoqué par le non-paiement des salaires des fonctionnaires s’est développé dans la capitale centrafricaine face à la répression du régime impérial. Le mercredi 22 février 1979, jour anniversaire de la naissance de Jean-Bedel Bokassa, un groupe de cinq militants:  Paul Pamadou Pamoto, Jacquesson Mazette, Francis Albert Ouakanga (décédé le 3 mai 2014), Denis Kossi Bella et Abdelaziz Balezou, fonde à Bangui, le Mouvement de Libération du Peuple Centrafricain: MLPC. Le 7 juin 1979, Ange-Félix Patassé rend public le mouvement à Paris, il en dirige alors l’aile extérieure.

## Histoire
À l'issue du premier tour des élections présidentielles de 2016, le parti appelle à soutenir le candidat Faustin Archange Touadéra.

## Résultats électoraux
À l'issue des élections législatives de 2020-2021 dont les résultats sont validés par la Cour constitutionnelle le 30 août 2021, le MLPC obtient 6 députés sur 140, et constitue le 4e parti de l'Assemblée nationale centrafricaine.

### Législatives
Le parti présente des candidats aux élections législatives depuis 1993.
| Année | Sièges | Représentation | Rang |
| 1993  | 34     | 34 / 85        | 1er  |
| 1998  | 47     | 47 / 109       | 1er  |
| 2005  | 11     | 11 / 105       | 2e   |
| 2011  | 1      | 1 / 105        | 4e   |
| 2016  | 10     | 10 / 140       | 3e   |
| 2021  | 6      | 6 / 140        | 4e   |